# Amt Mitteldithmarschen
L’ amt Mitteldithmarschen est un amt, c'est-à-dire une forme d'intercommunalité du Schleswig-Holstein, dans l'arrondissement de Dithmarse, dans le Nord de l'Allemagne. Il regroupe 24 municipalités, et comptait 23 164 habitants au 31 décembre 2018.

## Source de la traduction
- (de) Cet article est partiellement ou en totalité issu de l’article de Wikipédia en allemand intitulé « Amt Mitteldithmarschen » (voir la liste des auteurs).